# Meterana merope
Meterana merope là một loài bướm đêm trong họ Noctuidae.